# Route 358 (Québec)
Pour les articles homonymes, voir Route 358.
La route 358 (R-358) est une route régionale québécoise d'orientation est / ouest située sur la rive nord du fleuve Saint-Laurent. Elle dessert la région administrative de la Capitale-Nationale.

## Tracé
La route 358 débute au bord du fleuve Saint-Laurent à l'angle de la route 138 à Cap-Santé pour se terminer plus à l'est à Québec, à l'angle du boulevard Wilfrid-Hamel (route 138). Cette route est parallèle au fleuve sur la majorité de son parcours et dessert la grande région de Québec.

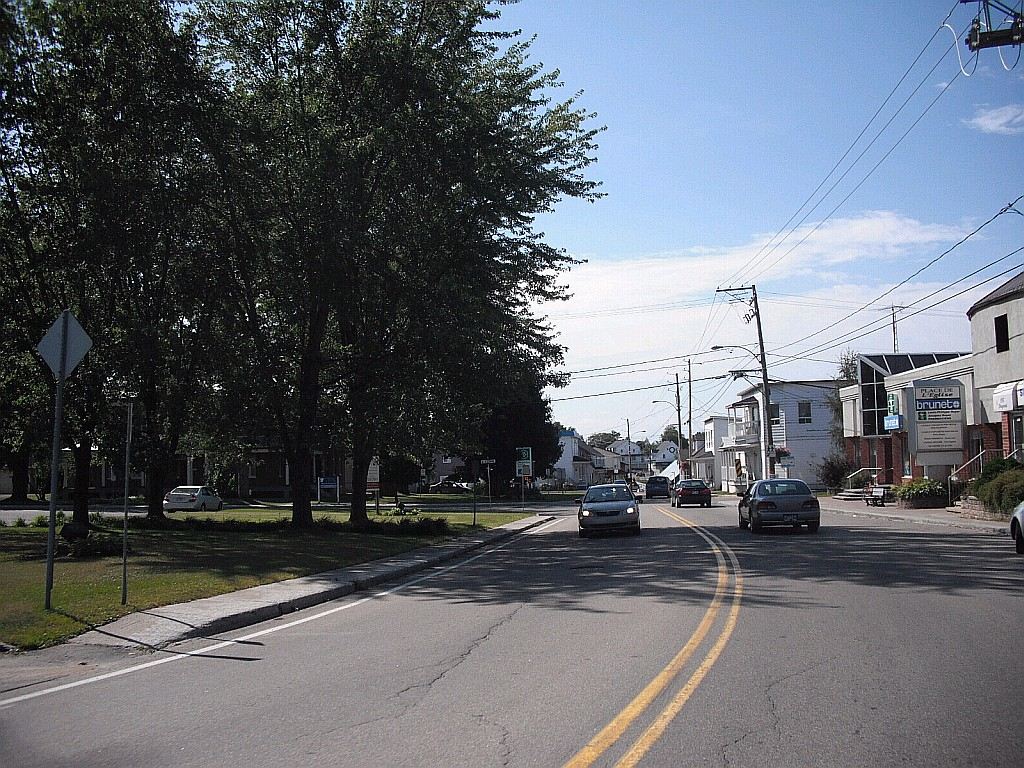
La rue Dupont à Pont-Rouge.

## Toponymie
À son point de départ à Cap-Santé, la route 358 est perpendiculaire au fleuve et porte le nom de rang Saint-Joseph. Rendue à Pont-Rouge, elle prend les noms de rang de l'Enfant-Jésus, rue Dupont et route Grand-Capsa. Elle passe ensuite dans le nord de Saint-Augustin-de-Desmaures, se joignant à la route 367 ou route de Fossambault sur environ 2 km. La route 358 poursuit ensuite vers l'est et entre à Québec comme chemin Notre-Dame. Elle emprunte ensuite les rues ou routes suivantes : avenue Notre-Dame, boulevard Chauveau Ouest, boulevard de l'Auvergne, boulevard de l'Ormière, avenue Chauveau, boulevard Bastien (avec la route 369), et finalement le boulevard Pierre-Bertrand. Elle croise à deux reprises l'autoroute Félix-Leclerc : à son départ (sortie 269) et près de son arrivée (sortie 312). Elle est aussi accessible par la sortie 2 de l'A-573.

## Localités traversées (d'ouest en est)
Liste des municipalités dont le territoire est traversé par la route 358, regroupées par municipalité régionale de comté.

### Capitale-Nationale
Portneuf
- Cap-Santé
- Pont-Rouge

La Jacques-Cartier
- Sainte-Catherine-de-la-Jacques-Cartier

Hors MRC
- Saint-Augustin-de-Desmaures
- Québec
  - Arrondissement Sainte-Foy–Sillery–Cap-Rouge
- L'Ancienne-Lorette
- Québec
  - Arrondissement Les Rivières

## Intersections majeures
| MRC                     | Municipalité                | km    | Destinations                                        | Notes                                     |
| ----------------------- | --------------------------- | ----- | --------------------------------------------------- | ----------------------------------------- |
| Portneuf                | Cap-Santé                   | 0,00  | R-138 – Portneuf, Donnacona                         |                                           |
| Portneuf                | Cap-Santé                   | 2,10  | A-40 – Montréal, Québec                             | Sortie 269 de l'A-40                      |
| Portneuf                | Pont-Rouge                  | 13,00 | R-365 nord – Saint-Raymond                          | Terminus ouest du multiplex avec la R-365 |
| Portneuf                | Pont-Rouge                  | 13,40 | R-365 sud – Neuville                                | Terminus est du multiplex avec la R-365   |
| Québec                  | Saint-Augustin-de-Desmaures | 27,00 | R-367 nord – Sainte-Catherine-de-la-Jacques-Cartier | Terminus ouest du multiplex avec la R-367 |
| Québec                  | Saint-Augustin-de-Desmaures | 29,60 | R-367 sud – Saint-Augustin-de-Desmaures             | Terminus est du multiplex avec la R-367   |
| Québec                  | Québec                      | 41,30 | Avenue Notre-Dame / Boulevard Chauveau              | La R-358 suit le Boulevard Chauveau       |
| Québec                  | Québec                      | 42,40 | A-573 – Pont Pierre-Laporte, Shannon                | Sortie 2 de l'A-573                       |
| Québec                  | Québec                      | 44,00 | Boulevard de l'Auvergne / Boulevard de l'Ormière    | La R-358 suit le Boulevard de l'Ormière   |
| Québec                  | Québec                      | 44,20 | Boulevard de l'Ormière / Avenue Chauveau            | La R-358 suit l'Avenue Chauveau           |
| Québec                  | Québec                      | 46,20 | Boulevard Robert-Bourassa                           |                                           |
| Québec                  | Québec                      | 48,00 | R-369 nord (Boulevard Bastien)                      | Terminus ouest du multiplex avec la R-369 |
| Québec                  | Québec                      | 49,10 | R-369 sud (Boulevard Louis-XIV)                     | Terminus est du multiplex avec la R-369   |
| Québec                  | Québec                      | 51,40 | A-40 / A-73 – Montréal, Québec (Centre-ville)       | Sortie 312 de l'A-40 / A-73               |
| Québec                  | Québec                      | 54,30 | R-138 (Boulevard Wilfrid-Hamel)                     |                                           |
| - Terminus de multiplex |                             |       |                                                     |                                           |